# Marcos Riquelme
Marcos Daniel Riquelme (* 18. Februar 1988 in Derqui, Provinz Buenos Aires) ist ein ehemaliger argentinischer Fußballspieler. Der Stürmer wurde vier Mal nationaler Meister in Bolivien und Peru und drei Mal Torschützenkönig der jeweiligen nationalen Liga in Chile bzw. Bolivien.

## Karriere
Marcos Riquelme begann seine Profikarriere 2011 in seiner Heimat Argentinien, wo er für den Club Atlético Fénix und Olimpo auflief. Im Juli 2014 wechselte er nach Chile zum CD Palestino, wo er bei seinem Debüt das einzige Tor bei der 1:2-Niederlage gegen den CD Cobreloa erzielte. In der Apertura 2015/16 wurde er mit 11 Saisontoren Torschützenkönig. Mitte 2016 wechselte Riquelme zu Ligakonkurrent Audax Italiano und ein Jahr später zum Club Bolívar, mit dem er an der Copa Libertadores 2019 teilnahm. Mit dem Klub aus La Paz wurde der Argentinier drei Mal bolivianischer Meister. 2021 spielte Riquelme für Sporting Cristal in Peru und gewann das Double. 2022 kehrte er nach Bolivien zurück und schloss sich dem Club Always Ready an. Seit Mitte 2023 spielt er für Oriente Petrolero|.

## Erfolge
Club Bolívar
- Bolivianischer Meister: 2017-A, 2017-C, 2019-A

Sporting Cristal
- Peruanischer Meister: 2021-A
- Peruanischer Pokalsieger: 2021

## Auszeichnungen
- Torschützenkönig der chilenischen Primera División: 2015/16-A
- Torschützenkönig der Liga de Fútbol Profesional Boliviano: 2018-C, 2020-A